# Jeremy Hill
Jeremy Hill (Baton Rouge, 20 ottobre 1992) è un giocatore di football americano statunitense che gioca nel ruolo di running back per i New England Patriots della National Football League (NFL).

## Carriera universitaria
Hill frequentò la Louisiana State University dal 2011 al 2013. Nell'ultimo anno fu inserito nella seconda formazione ideale della Southeastern Conference (SEC) e fu nominato miglior giocatore dell'Outback Bowl 2014 dopo avere corso un record in carriera di 216 yard e segnato due touchdown contro Iowa.

## Carriera professionistica

### Cincinnati Bengals
Hill fu scelto nel corso del secondo giro (55º assoluto) del Draft 2014 dai Cincinnati Bengals, il secondo running back ad essere selezionato. Debuttò come professionista subentrando nella gara della settimana 1 contro i Baltimore Ravens, correndo 19 yard su 4 tentativi. Il primo touchdown su corsa lo segnò due settimane dopo nella vittoria sui Tennessee Titans. Nella vittoria della settimana 9 contro i Jaguars, partito come titolare al posto dell'infortunato Giovani Bernard, stabilì un nuovo primato personale correndo 154 yard e segnando due touchdown, venendo premiato come running back della settimana e come rookie della settimana. Tornò a segnare nella vittoria esterna della settimana 12 su Houston in cui guidò Cincinnati con 87 yard corse. Dopo un paio di gare in sordina, tornò con una prestazione di alto livello nel quindicesimo turno in cui corse 148 yard e segnò due touchdown nella vittoria per 30-0 sui Browns che gli valsero il premio di miglior giocatore offensivo della AFC della settimana e di running back della settimana. Sette giorni dopo corse altre 147 yard e un touchdown nella vittoria sui Broncos che diede a Cincinnati la matematica qualificazione ai playoff. Hill chiuse la sua prima stagione regolare guidando tutti i rookie con 1.124 yard corse e al terzo posto nella NFL con 9 touchdown su corsa. Nel primo turno di playoff corse 47 yard e un touchdown ma Cincinnati fu subito eliminata dai Colts.
Hill aprì la stagione 2015 segnando due touchdown nella vittoria sui Raiders. Tornò a segnare tre settimane dopo per tre volte contro i Chiefs, coi Bengals che si mantennero imbattuti. Con due marcature nella vittoria della settimana 15 in casa dei 49ers, raggiunse quota dieci in stagione, un nuovo primato personale. La sua stagione regolare si chiuse guidando la NFL in touchdown su corsa con 11, assieme ad altri tre giocatori. Nel primo turno di playoff in casa contro gli Steelers, Hill segnò un touchdown ma commise un grave fumble negli ultimi minuti di gioco che costò la vittoria alla sua squadra.

### New England Patriots
Il 16 marzo 2018 Hill firmò con i New England Patriots. Alla fine della stagione vinse il Super Bowl LIII battendo i Los Angeles Rams per 13-3.

## Palmarès

### Franchigia
- Super Bowl : 1

New England Patriots: LIII

### Individuale
- Running back della settimana: 2

9ª e 15ª del 2014
- Giocatore offensivo della AFC della settimana: 1

15º del 2014
- Rookie della settimana: 1

9ª del 2014
- PFWA All-Rookie Team - 2014
- Leader della NFL in touchdown su corsa: 1

2015